# Морской, Михаил Васильевич
Михаил Васильевич Морской (1921 — ?) — командир расчёта 76-мм пушки 299-го стрелкового полка (225-я стрелковая Новгородская Краснознамённая ордена Кутузова дивизия, 55-й стрелковый корпус, 21-я армия, 1-й Украинский фронт), младший сержант, участник Великой Отечественной войны, кавалер ордена Славы трёх степеней.

## Биография
Родился в 1921 году в городе Новониколаевске (с 1925 года – Новосибирск). Русский.
Из семьи рабочего.
Окончил 8 классов школы. Работал на предприятиях Новосибирска.
12 апреля 1941 года призван в Красную армию Центральным районным военкоматом города Новосибирска. С августа 1941 года - в действующей армии на фронтах Великой Отечественной войны. В бою 5 декабря 1942 года был ранен.
С 1943 года воевал в 299-й стрелковой дивизии на Волховском, с февраля 1944 – на Ленинградском, с мая 1944 – на 3-м Прибалтийском, с декабря 1944 - на 1-м Украинском фронтах.
В январе 1944 года, будучи разведчиком-наблюдателем батареи 76-мм пушек, отважно действовал при наступлении южнее Новгорода, в том числе при форсировании по льду озера Ильмень и боях на захваченном плацдарме на западном берегу озера. Выявил и дал целеуказания на большое количество огневых точек противника. За эти бои награждён своей первой наградой – медалью «За отвагу». Член ВКП(б)/КПСС с 1944 года.
Наводчик орудия батареи 76-мм пушек 299-го полка (225-я стрелковая дивизия, 111-й стрелковый корпус, 54-я армия, 3-й Прибалтийский фронт) ефрейтор Морской Михаил Васильевич отважно действовал в Псковско-Островской фронтовой наступательной операции. В бою 18 июля 1944 года за освобождение деревни Лямоны Красногородского района Калининской области точным огнём орудия поддерживал наступавшую пехоту, уничтожив при этом 5 огневых точек и до 20 человек живой силы врага. В бою был ранен, но остался у орудия. Когда через некоторое время противник перешёл в контратаку, участвовал в её отражении, был ранен вторично и только тогда по приказу командира ушёл в медсанбат.
За образцовое выполнение боевых заданий Командования на фронте борьбы с немецкими захватчиками и проявленные при этом доблесть и мужество приказом частям 225-й стрелковой дивизии № 061/н от 18 августа 1944 года ефрейтор Морской Михаил Васильевич награждён орденом Славы 3-й степени.
Наводчик орудия батареи 76-мм пушек 299-го полка (225-я стрелковая дивизия, 55-й стрелковый корпус, 21-я армия, 1-й Украинский фронт) младший сержант Морской Михаил Васильевич отличился в Висло-Одерской наступательной операции. В наступательном бою 21 января 1945 года за освобождение населённых пунктов Волковицы и Косцельно (Польша) расчёт передвигался по полю боя непосредственно за наступавшими порядками пехоты и поддерживал их огнём, способствовал своими действиями освобождению обоих населённых пунктов, а также перехвату важного шоссе. На этом рубеже наступавшие части подверглись 10-ти ожесточённым атакам противника, но удержали захваченный рубеж. В этот день уничтожил 3 пулемётные точки, до взвода пехоты, подавил огонь миномётной батареи и крупнокалиберного пулемёта противника.
За образцовое выполнение боевых заданий Командования на фронте борьбы с немецкими захватчиками и проявленные при этом доблесть и мужество приказом войскам 21-й армии № 041/н от 18 февраля 1945 года младший сержант Морской Михаил Васильевич награждён орденом Славы 2-й степени.
Наводчик орудия батареи 76-мм пушек 299-го полка (подчинённость та же) младший сержант Морской Михаил Васильевич опять проявил себя отважным воином в той же операции. При освобождении 26 января 1945 года населённых пунктов Целицовицы, Пуарп, Морашувка и Гридкув-2 (Польша) огнём прямой наводкой уничтожил 6 пулемётных точек, оборудованных в каменных зданиях, 1 артиллерийское орудие, 1 наблюдательный пункт, до взвода пехоты.
За образцовое выполнение боевых заданий Командования на фронте борьбы с немецкими захватчиками и проявленные при этом доблесть и мужество Указом Президиума Верховного Совета СССР от 27 июня 1945 года младший сержант Морской Михаил Васильевич награждён орденом Славы 1-й степени.
После войны в Новосибирск не возвращался. Умер.

## Награды
- орден Славы I степени (27.06.1945)[3]
- орден Славы II степени (23.10.1944)[4]
- орден Славы III степени (27.08.1944)[5]
  - медали, в том числе:
  - За отвагу (14.02.1944)[6]
  - За оборону Ленинграда (1944)
  - «За победу над Германией в Великой Отечественной войне 1941—1945 гг.» (9.5.1945)

## Память
- Его имя увековечено в Главном Храме Вооружённых сил России, и навсегда запечатлено на мемориале «Дорога памяти»